# 日本こども歌舞伎まつりin小松
日本こども歌舞伎まつりin小松（にほんこどもかぶきまつりインこまつ）は、石川県小松市で行われる子供歌舞伎の上演会。開始当初の名称は全国子供歌舞伎フェスティバルin小松（ぜんこくこどもかぶきフェスティバルインこまつ）。2019年の第21回から、名称を変更した。

## 概要
地元の祭礼「お旅まつり」にあわせて実施される。地元小松の子供歌舞伎は、お旅まつり（曳山上演）とこの場（劇場上演）で披露される。
- 開催日：こどもの日の5月5日を中心とした2日間[2]。
- 会場：石川県こまつ芸術劇場うらら（本花道あり）[2]
- 上演形態：全国で実施されている子供歌舞伎を2座招待し、地元の子供歌舞伎勧進帳実行委員会による『勧進帳』とともに上演する[2]。

## 沿革
1998年（平成10年）、地域活性化事業として誕生。以前から子供歌舞伎が行われていたこと、『勧進帳』の舞台である安宅の関を擁することで歌舞伎に関する市民の関心も高いことから、全国から子供歌舞伎を招待し地元の子供歌舞伎と競演するイベントとなった。この企画は成功し、以降毎年実施されている。小松は「歌舞伎のまち」を名乗ることになった。